# Hyreslagen
Hyreslagen är ett informellt men vedertaget namn för 12 kapitlet jordabalken (JB) (1970:994). Hyreslagen reglerar förhållandet mellan den som hyr ut och den hyrande, ibland omnämnd i samband med lägenhetsuthyrning. 12 kapitlet JB består av olika regler för lokaler, för bostäder samt för fritidsbostäder. I lagtexten används ordet "lägenhet" för båda typer av objekt. Hyreslagen skall läsas tillsammans med 7 kapitlet JB som innehåller allmänna regler om nyttjanderätter.

## Historia
Ursprungligen, i 1734 års lag, motsvarades hyreslagen av kapitel 16 i Jordabalken, Om städsel, lego och fardag, samt kapitel 17, Om afrad och afradsdag å landet, och hushyro i staden. Där fanns bland annat bestämmelser om avtalstid (fardagar), rätt till nedsättning av hyra vid hyresvärdens försummelser, hyresgästens uppförande och uppsägning av hyresavtal. Hyresavtal reglerades även i diverse nyttjanderättslagar.

## Hyresavtalet
I början av hyreslagen definieras hyresavtal, som skall vara en upplåtelse av hus eller del av hus mot ersättning (1 § 1 stycket). Detta innebär att avtalet måste innebära ett hus, som helt eller delvis upplåts mot ersättning. Benefika nyttjanderätter (det vill säga upplåtelser utan ersättning) omfattas således inte av hyreslagen, utan de regleras istället av 7 kapitlet JB. Inte heller exempelvis arrenden omfattas, utan de omfattas istället av 7 och 8 kapitlet, eventuellt tillsammans med 9, 10 eller 11 kapitlen JB. Det är däremot inget hinder att det med huset följer med en mindre tomt enligt 1 § 2 stycket.
Något formkrav för hyresavtal finns inte, men enligt 2 § 1 stycket hyreslagen så skall hyresavtalet vara skriftligt om det begärs av endera part. Hyreslagen är vidare tvingande till hyresgästens förmån och avtalsvillkor som inskränker en hyresgästs rättigheter är utan verkan, om inte lagen uttryckligen medger ett sådant avsteg (1 § 5 stycket). För att betecknas som ett hyresavtal måste dock självklart villkoren i 1 § 1 stycket vara uppfyllda (se ovan). Är det inte det blir inte 12 kapitlet JB tillämpligt, utan tillämpning får ske med hjälp av 7 kapitlet och eventuellt något av kapitel 8-11.

## Hyrestid och uppsägning
Hyrestiden gäller för obestämd tid (så kallade tillsvidareavtal) om inget annat avtalats enligt 3 § 1 stycket. Däremot anges i andra stycket att avtal kan ingås för bestämd tid och hyresförhållandet avslutas då vid den tidens utgång, om inte hyresförhållandet varat över nio månader, då krävs nämligen uppsägning. Vidare kan ett avtal på bestämd tid förlängas enligt tredje stycket om det inte sägs upp trots att det krävdes (3 § 3 stycket 1 punkten) eller om hyresgästen, om avtalet inte behövde sägas upp för att upphöra fortsatt att nyttja lägenheten en månad efter hyrestidens utgång utan att hyresvärden anmodat honom att flytta.
Uppsägningstiderna återfinns i 4 och 5 §§ hyreslagen. Vid hyresavtal för obestämd tid gäller för bostäder tre månaders uppsägningstid och för lokaler nio månaders uppsägningstid. Vid avtal för bestämd tid gäller olika uppsägningstider baserade på hyresavtalets längd. Noterbart är att det i vissa fall krävs att uppsägning skall ske för att avtalen skall upphöra att gälla. Uppsägningstiderna är enligt 4 § 2 stycket följande uppsägningstider:
- Lokaler:
  - Hyrestid upp till två veckor: en dags uppsägningstid.
  - Hyrestid mellan två veckor och tre månader: en veckas uppsägningstid.
  - Hyrestid mellan tre och nio månader: tre månaders uppsägningstid.
  - Hyrestid längre än nio månader: nio månaders uppsägningstid.
- Bostäder:
  - Hyrestid upp till två veckor: en dags uppsägningstid.
  - Hyrestid mellan två veckor och tre månader: en veckas uppsägningstid.
  - Hyrestid längre än tre månader: tre månaders uppsägningstid.

Längre, men inte kortare, uppsägningstider än de angivna ovan får avtalas. Enligt 5 § har dock en bostadshyresgäst alltid rätt att själv säga upp bostaden med tre månaders uppsägningstid. En uppsägning skall vara skriftlig om hyresförhållandet varat längre än tre månader vid uppsägningstidpunkten (8 § 1 stycket). I de flesta fall får dock en uppsägning vara muntlig om hyresgästen är den som säger upp avtalet.

### Uppsägning för villkorsändring
Ett hyresavtal om upplåtelse av lokal kan sägas upp för villkorsändring. Sådan uppsägning skall alltid göras skriftligen (7 § 1 st.). I en uppsägning skall en hyresgäst eller en hyresvärd ange de nya villkoren (58 § 1 st. och 58 a § 1 st.). I en uppsägning gjord av en hyresvärd skall även en notering om att om avflyttning vägras, tvisten i sådant fall kan hänskjutas av hyresgästen till hyresnämnden för medling. Uppfylls inte dessa krav är uppsägningen utan verkan (58 § 2 st. och 58 a § 2 st.). Om parterna inte kan komma överens utgår skadestånd enligt 57 och 58 b §§ om inte något av de fall som avses i 57 § 1 st. 1–5 p. föreligger. Dessa är om:
- hyresgästen åsidosatt sina förpliktelser till den grad att en hyresvärd inte bör tåla detta
- huset skall rivas och hyresvärden anvisar en annan lokal, eller om hyresavtalet innehåller villkor om att hyresförhållandet skall upphöra på grund av rivning och rivningen skall påbörjas inom fem år från villkorets tillkomst,
- huset skall undergå sådan ombyggnad att hyresgästen inte kan sitta kvar i lokalen utan olägenhet för ombyggnaden samt hyresvärden anvisar en annan lokal, eller om hyresavtalet innehåller villkor om att hyresförhållandet skall upphöra på grund av ombyggnad och ombyggnaden skall påbörjas inom fem år från villkorets tillkomst,
- hyresvärden i annat fall har befogad anledning att upplösa hyresförhållandet, eller
- de hyresvillkor som hyresvärden kräver för förlängning är skäliga och överensstämmer med god sed i hyresförhållanden.

Vad gäller den sista punkten så är en begärd ny hyra alltid oskäligt, och skadestånd skall därmed utgå, om den överstiger marknadshyran (57 a §). Metoden med utbetalande av skadestånd på grund av att hyresavtalet inte förlängs kallas oftast indirekt besittningsskydd.

### Uppsägning för avflyttning (lokalhyresgäster)
Ett lokalhyresavtal kan sägas upp av parterna för att hyresgästen skall flytta ifrån lokalerna. När en hyresgäst gör detta gäller de sedvanliga kraven enligt 8 §, men om hyresvärden säger upp hyresgästen aktualiseras paragraferna om indirekt besittningsskydd (56-60 §§). Om någon de ovan angivna grunderna i 57 § 1 st. 1–5 p. föreligger skall skadestånd enligt 58 b § utgå.

## Lägenhetens skick
En lägenhet skall på tillträdesdagen vara i sådant skick att den är "enligt den allmänna uppfattningen i orten är fullt brukbar för det avsedda ändamålet". Förstörs så pass att den inte kan användas före tillträdesdagen, så förfaller avtalet helt (10 §), men om en mindre skada uppstått innan tillträdesdagen har hyresgästen rätt att göra vissa påföljder gällande (11 §, påföljderna specificeras i 1 stycket 1–5 punkterna). En hyresvärd måste hålla lägenheten i detta skick under hela hyrestiden enligt 15 § och uppkommer skada i lägenheten under hyrestiden, tillämpas 11 § även då och hyresgästen får göra gällande i paragrafen angivna påföljder, så länge som hyresgästen själv inte vållat skadan (16 §).
Utöver det ovan anförda måste en bostadslägenhet även alltid uppnå lägsta godtagbara standard (LGS) enligt 18 a §. LGS definieras i 18 a § 6 och 7 styckena. En bostadslägenhet måste ha anordning för uppvärmning, varm- och kallvatten, avlopp för spillvatten, anordningar för personlig hygien, elektrisk ström och anordningar för matlagning (6 st.) samt tillgång till förråd och tillgång till anordning för hushållstvätt (sjunde stycket första punkten). För LGS krävs vidare att huset inte har brister avseende hållfasthet, brandsäkerhet eller sanitära förhållanden (sjunde stycket andra punkten). Uppnår inte en lägenhet LGS så får hyresgästen rikta ett så kallat upprustningsföreläggande mot hyresvärden, som ålägger denne att rusta upp lägenheten till LGS.

## Återbetalning av oskälig hyra
Hyreslagens 53–55 §§ reglerar hyressättning för hyresbostäder. Huvudregeln är att en hyra är skälig om den är i nivå med bruksvärdet för likvärdiga lägenheter. I första hand bedöms bruksvärdet som den hyra som är framförhandlad enligt hyresförhandlingslagen. Vid uthyrning av en bostadslägenhet i andra hand har en hyresgäst rätt att få tillbaka eventuell överhyra som denne har betalat. Ansökan ska därvid göras senast tre månader efter att hyresgästen flyttade från bostadslägenheten och får maximalt avse en tid bakåt i tiden om tolv månader. Denna rätt har en sådan hyresgäst oberoende av vad som står i hyresavtalet.

## Besittningsskydd

### Direkt besittningsskydd
En bostadshyresgäst åtnjuter ett direkt besittningsskydd enligt 46 § hyreslagen, vilket innebär att en bostadshyresgäst nästan alltid har rätt till förlängning av hyresavtalet när det sagts upp. Undantagen listas i 46 § 1 stycket 1–10 p. och inkluderar bland annat om hyresgästens rätt blivit förverkad enligt 42 § (det vill säga att hyresavtalet får sägas upp i förtid till följd av hyresgästens avtalsbrott av visst slag).

### Indirekt besittningsskydd
En lokalhyresgäst har inget direkt besittningsskydd, utan ett indirekt besittningsskydd enligt 56–60 §§. Det indirekta besittningsskyddet ger en lokalhyresgäst skadestånd om denne är berättigad till det enligt 57 § (se om uppsägning för villkorsändring och avflyttning ovan). Skadeståndet skall enligt 58 b § 1 stycket alltid uppgå till minst en årshyra och enligt 2 stycket skall även ersättning betalas om hyresgästen till följd av uppsägningen lider en förlust som inte täcks av detta belopp - ersättningen betalas dock enbart i skälig omfattning.

## Brott mot 12 kap 65 § jordabalken
I Jordabalken 12 kap 65 § står:
Uppställer någon uppsåtligen villkor om särskild ersättning för upplåtelse av bostadslägenhet eller för överlåtelse av hyresrätten till sådan lägenhet, skall han dömas till böter eller fängelse i högst sex månader. I ringa fall skall dock ej dömas till straff.
Är brottet grovt, döms till fängelse i högst två år. Vid bedömande av om brottet är grovt skall särskilt beaktas om det utgjort ett led i en verksamhet som bedrivits yrkesmässigt eller i större omfattning eller om gärningsmannen eljest i avsevärd mån har missbrukat sin ställning som ägare eller förvaltare av fastighet.
Villkor som avses i första stycket är ogiltiga. Den som har ställt upp villkoret är skyldig att lämna tillbaka vad han tagit emot.
Enligt bestämmelsen ovan får en bostadshyresrätt aldrig ha ett värde. Det är alltså förbjudet att sälja en hyresrätt för bostadsändamål. Ett hyresavtal för en lokal får dock ha ett värde och kan överlåtas i samband med att verksamheten överlåts.